# Облигато
Облига́то (итал. obbligato, от лат. obligatus «обязательный, непременный») в музыкальном произведении — партия инструмента, которая не может быть опущена и должна исполняться обязательно указанным инструментом. Партии облигато могут быть разными по значению — от важных, но всё же входящих в состав аккомпанемента, до сольных, концертирующих наряду с основной сольной партией (см. Соло). В операх, ораториях и кантатах XVII—XVIII вв. (например, в мессе си минор Баха) часто встречаются арии, порой и дуэты с участием концертирующего инструмента (или нескольких инструментов) облигато и оркестра. 
Также термином облигато называется часть музыкального текста, который должен быть исполнен так, как написано, без искажений. 
По значению облигато противоположен термину лат. ad libitum — «по желанию».